# Pierluigi Collina
Pierluigi Collina, född 13 februari 1960 i Bologna, Italien, är en italiensk före detta fotbollsdomare.
Collina är en av världens mest berömda fotbollsdomare, av många ansedd som den främste domaren någonsin. Han har dömt en mängd stora matcher i OS, VM, EM och Uefa Champions League, han har även dömt finaler i samtliga av dessa mästerskap. Som hans främsta merit räknas VM-finalen 2002 mellan Brasilien och Tyskland. Hans karaktäristiska utseende utan hår beror på sjukdomen Alopecia areata.
2005 gick han i pension då Fifas och Uefas regler inte tillåter att domare är äldre än 45 år. 2016 beslutade Fifa att avskaffa denna regel, men förbehåller sig rätten att neka domare som inte uppfyller kvalifikationskraven.
Collina erbjöds att döma ett år till på dispens men efter att det framkommit att Collina slutit ett sponsoravtal med biltillverkaren Opel, som också vid tidpunkten var Serie A-laget AC Milans huvudsponsor, beslutade det italienska fotbollsförbundet att Collina ej skulle få döma högre än Serie B eftersom det annars fanns risk för att Collina, medvetet eller omedvetet, skulle döma matcher till Milans fördel. Collina avböjde dock erbjudandet att döma i Serie B.
Efter pensionen som matchdomare har Collina haft olika uppdrag som domarchef inom fotboll. Från juli 2010 till augusti 2018 var han domarchef i Uefa. I juli 2010 fick han också ett uppdrag som domarchef i Ukrainas fotbollsförbund. I januari 2017 utsågs han till ordförande för Fifas domarkommitté.